# Delaware (Ohio)
Die City Delaware liegt im US-amerikanischen Bundesstaat Ohio und ist Verwaltungssitz des Delaware County. Der Stadtbezirk ist in der Nähe des Zentrums des Bundesstaats Ohio, ungefähr 32 Kilometer nördlich von Columbus gelegen. Der Ort ist ein Teil des Columbus-Metropolgebiets. Die Bevölkerung war 41.302 bei der Volkszählung 2020.
Seit 2011 besteht eine Städtepartnerschaft mit Baumholder (Rheinland-Pfalz).

## Geschichte
In Delaware entstanden ab 1807 die ersten Gebäude, 1815 wurde der Ort offiziell als Gemeinde registriert. Zu dieser Zeit wurde bereits ein Gericht gegründet. Während des Britisch-Amerikanischen Krieges von 1812 war hier das Hauptquartier des amerikanischen Generals William H. Harrison.
Die Lage der Stadt am Olentangy River und die Nähe zu Columbus begünstigten das Wachstum des Ortes von Beginn an. Neben Warenhäusern und Gastronomiebetrieben entstanden Säge- und Getreidemühlen. Um 1840 hatte der Ort etwa zweitausend Einwohner. Ab 1851 verband eine Eisenbahnlinie Delaware mit Columbus und Cleveland. Auch aufgrund des damit verbundenen, weiteren Wachstums des Ortes wurde zu Beginn des 20. Jahrhunderts ein erstes Nahverkehrssystem eingerichtet, das über Delaware hinaus auch Anschlüsse nach Columbus und Marion bot.
Die erste Universität in der Stadt, die Ohio Wesleyan University, wurde 1842 von Methodisten gegründet, die die Einrichtung ursprünglich nur für männliche Schüler öffneten. Ab 1877 wurden dann auch Frauen zum Studium zugelassen, die zuvor nur das 1853 eröffnete Ohio Wesleyan Female College besuchen konnten. Einer der Studenten der Universität war der spätere US-Präsident Rutherford B. Hayes, der 1822 in Delaware geboren wurde.

## Söhne und Töchter der Stadt
- Rutherford B. Hayes (1822–1893), 19. Präsident der Vereinigten Staaten von Amerika
- Frank Sherwood Rowland (1927–2012), Chemiker und Nobelpreisträger